# Publicações de Spirou e Fantásio em Portugal
- Esta é uma lista de todas as histórias de BD de Spirou e Fantásio, publicadas em Portugal.

## Álbuns

### Editora Camarada
- O Feiticeiro de Vila Nova de Milfungos  “Clarim (Spirou) & Fantásio”, (1967) - Il y a un sorcier à Champignac, (1951), Franquin.

### Editora Arcádia
- Spirou e os Herdeiros, (Março de 1975) - Spirou et les héritiers, (1952), Franquin.
- O Refúgio da Moreia, (Março de 1975) - Le Repaire de la murène, (1957), Franquin.
- O Ditador e o Cogumelo, (Novembro de 1975) - Le Dictateur et le Champignon, (1956), Franquin.
- O Ninho dos Marsupilamis, (Novembro de 1975) + A Feira dos Bandidos - Le Nid des Marsupilamis, (1960) + La Foire aux Gangsters, Franquin.
- A Máscara Misteriosa, (Maio de 1976) + Não Façam Mal aos Pintarroxos - La Mauvaise Tête, (1956) + Touchez pas aux Rouges-gorges, Franquin.
- O Gorila, (Maio de 1976) + Férias Sem História - Le gorille a bonne mine, (1959) +  Vacances sans histoires, Franquin.
- O Dinossauro Congelado, (Janeiro de 1977) + O Medo do Outro Lado do Fio - Le Voyageur du mésozoïque, (1960) +  La Peur au bout du Fil, Franquin.
- QRN Sobre Bretzelburgo, (Maio de 1977) - QRN sur Bretzelburg, (1966), Franquin & Greg.
- O Chifre do Rinoceronte, (Outubro de 1977) - La Corne de rhinocéros, (1955), Franquin.
- O Roubo do Marsupilami, (Novembro de 1977) - Les Voleurs du Marsupilami, (1954), Franquin.
- O Prisioneiro do Buda, (Dezembro de 1978) - Le Prisonnier du Bouddha, (1961), Franquin, Jidehem & Greg.
- Os Piratas do Silêncio, (Dezembro de 1978) + O Modelo Quick - Les Pirates du silence, (1959) + La Quick Super, Franquin.
- 4 Aventuras de Spirou e Fantásio, (Dezembro de 1979): (“Colectânea” - Os Planos do Robot + Spirou no Ringue + Spirou Cavaleiro +  Spirou no País dos Pigmeus) -  Quatre aventures de Spirou et Fantasio, (1952) Spirou et les plans du robot (1948), Spirou sur le ring (1948), Spirou fait du cheval (1949) et Spirou chez les Pygmées (1949), Franquin.
- Z de Zorglub, (Março de 1980) - Z comme Zorglub, (1961), Franquin, Jidehem & Greg.

### Editorial Publica
- O Feiticeiro de Talmourol , (Abril de 1981) - Il y a un sorcier à Champignac, (1951), Franquin.
- A sombra do Z, (Maio de 1981) - L'Ombre du Z, (1962), Franquin, Jidehem & Greg.
- Os Chapéus Negros, (Outubro de 1981) -  (“Colectânea” - Os Chapéus Negros + Como Uma Mosca No Tecto + Mistério Na Fronteira) - Les Chapeaux noirs, (1952) - Les Chapeaux noirs (1950) et Mystère à la frontière (1950), Jijé & Franquin.
- Os Elefantes Sagrados, (Novembro de 1981) + A Jaula + Marsupilami-Desporto - Tembo Tabou, (1974) + diverses aventures du Marsupilami dont La Cage, Franquin, Roba & Greg.
- O Tesouro Submarino, (Fevereiro de 1982) + Os Homens-Rãs - Spirou et les hommes-bulles, (1964) +  Les Petits Formats, Franquin & Roba.
- O Talismã Africano, (Abril de 1982) - Le Gri-gri du Niokolo-Koba, (1974), Fournier.
- OVNIS em Talmourol, (Maio de 1982) - Du cidre pour les étoiles, (1976), Fournier.
- O Mensageiro da Morte, (Outubro de 1982) - L'Ankou, (1977), Fournier.
- O Inspector da Mafia, (Março de 1983) - Kodo le tyran, (1979), Fournier.
- Revolta no Chantung(Junho de 1983),  - Des haricots partout, (1980), Fournier.
- O Castelo do Sábio Louco, (Outubro de 1984) + Um Natal Clandestino - Panade à Champignac, (1969) +  Bravo les Brothers, Franquin, Peyo, Gos & Jidihem.

### Circulo de Leitores
- Spirou e os Herdeiros, (Março de 1975) - Spirou et les héritiers, (1952), Franquin.
- O Refúgio da Moreia, (Março de 1975) - Le Repaire de la murène, (1957), Franquin.
- O Ditador e o Cogumelo, (Novembro de 1975) - Le Dictateur et le Champignon, (1956), Franquin.
- O Ninho dos Marsupilamis, (Novembro de 1975) + A Feira dos Bandidos - Le Nid des Marsupilamis, (1960) + La Foire aux Gangsters, Franquin.
- A Mascara Misteriosa, (Maio de 1976) + Não Façam Mal aos Pintarroxos - La Mauvaise Tête, (1956) + Touchez pas aux Rouges-gorges, Franquin.
- O Gorila, (Maio de 1976) + Férias Sem História - Le gorille a bonne mine, (1959) +  Vacances sans histoires, Franquin.
- O Talismã Africano, (Abril de 1982) - Le Gri-gri du Niokolo-Koba, (1974), Fournier.
- OVNIS em Talmourol, (Maio de 1982) - Du cidre pour les étoiles, (1976), Fournier.
- O Mensageiro da Morte, (Outubro de 1982) - L'Ankou, (1977), Fournier.
- O Inspector da Mafia, (Março de 1983) - Kodo le tyran, (1979), Fournier.
- Revolta no Chantung(Junho de 1983),  - Des haricots partout, (1980), Fournier.

### Meribérica/Liber
- Vírus, (Setembro de 1988) – Vírus, Tome & Janry. ISBN 972-45-0795-5
- Os Herdeiros (Spirou e Fantásio), (1989) - Spirou et les héritiers, (1952), Franquin.
- Os Ladrões do Marsupilami, (1988) - Les Voleurs du Marsupilami, Franquin. ISBN 972-45-0886-2
- [[Aventura na Austrália, (Maio de 1989) - Aventure en Australie, (1985), Tome & Janry.
- Quem Deterá Cyanure?, (1989) - Qui arrêtera Cyanure ?, (1985), Tome & Janry.
- O Relojoeiro do Cometa, (Maio de 1990) - L'Horloger de la comète, (1986), Tome & Janry.
- O Refúgio da Moreia, (Novembro de 1990) - Le Repaire de la Murène, Franquin. ISBN 972-45-0848-X
- O Ditador e o Cogumelo, (1990) - Le Dictateur et le Champignon, [[Franquin]. ISBN 972-45-0847-1
- O Despertar do Z, (1991) - Le Réveil du Z, Tome & Janry. ISBN 972-45-0893-5
- A Juventude de Spirou, (Julho de 1992): (“Colectânea” - A única e Singular História Mais ou Menos Verdadeira da Juventude de Spirou, Contada Pelo Tio Paulo + Infame Falsário! + Troca de Identidade + O Incrível Burp! + O Impostor) - La Jeunesse de Spirou, (1987), Tome & Janry. ISBN 972-45-0935-4
- O Ninho dos Marsupilamis, (Setembro de 1992) + A Feira dos Gangsters  - Le Nid des Marsupilamis, Franquin. ISBN 972-45-0948-6
- Em Nova Iorque, (Outubro de 1993) - Spirou à New York, (1987), Tome & Janry. ISBN 972-45-1034-4
- O Dinossauro Congelado, (1994) + O Medo do Outro Lado do Telefone - Le Voyageur du Misozooque, Franquin. ISBN 972-45-1117-0
- Perseguidos Pelo Medo, (Outubro de 1994) - La Frousse aux trousses, (1988), Tome & Janry. ISBN 972-45-1123-5
- Z de Zorgglub, (Novembro de 2003) - Z comme Zorglub, (1961), Franquin, Jidehem & Greg. ISBN 972-45-1743-8
- A Sombra do Z, (2004) - L'Ombre du Z, (1962), Franquin, Jidehem & Greg. ISBN 972-45-1653-9
- Amas Secas em Champignac, (Abril de 2004) + Bravo para os Brothers - Panade à Champignac, (1969) +  Bravo les Brothers, Franquin, Peyo, Gos & Jidihem. ISBN 972-45-1749-7
- O Vale dos Banidos, (Janeiro de 1997) - La Vallée des bannis, (1989), Tome & Janry. ISBN 972-45-1135-9
- Em Moscovo, (Janeiro de 1998) - Spirou à Moscou, (1990), Tome & Janry. ISBN 972-45-1298-3
- Vito Mau Agoiro, (Janeiro de 1999) - Vito la Déveine, (1991), Tome & Janry. ISBN 972-45-1373-4
- O Raio Negro, (Junho de 1999) - Le Rayon noir, (1993), Tome & Janry. ISBN 972-45-1413-7
- Luna Fatal, (Novembro de 1999) - Luna fatale, (1995), Tome & Janry. ISBN 972-45-1456-0
- Máquina Que Sonha, (Janeiro de 2001) - Machine qui rêve, (1998), Tome & Janry. ISBN 972-45-1560-5
- O Prisioneiro de Buda, (Outubro de 2002) - Le Prisonnier du Bouddha, Franquin, Jidehem & Greg. ISBN 972-45-1690-3
- Paris Submerso!, (Setembro de 2004) - Paris-sous-Seine, (2004), Morvan & Munuera. ISBN 972-45-1675-X
- O Pequeno Spirou. Diz Bom Dia à Senhora! -  (“Colectânea” -  As fotos d'Otto Polisson + Diz Bom Dia à Senhora! + Visita ao Zoo) - Petit Spirou - Dis Bonjour à la Dame!, Tome & Janry.

### Correio da Manhã
- Colecção Série Ouro, Vol 12 – O Prisioneiro de Buda, Z de Zorglub, A Sombra do Z, (11 de Setembro de 2005).

### Edições Asa
- Em Tóquio, (Janeiro de 2007) - Spirou et Fantasio à Tokyo, (2006), Morvan & Munuera. ISBN 978-972-41-4908-0

### Jornal Público/Edições Asa
- A Máscara Misterosa, (7 de Março de 2007) + Não toquem nos Pintarroxos - La Mauvaise Tête], Franquin. ISBN 978-972-41-5021-5
- O Chifre do Rinoceronte, (14 de Março de 2007), La Corne de Rhinociros], Franquin. ISBN 978-972-41-5022-2
- Os Piratas do Silêncio, (21 de Março de 2007) + O Quick Super) - Les Pirates du Silence, Franquin. ISBN 978-972-41-5025-3
- O Fazedor de Ouro, (28 de Março de 2007) + Um Natal Clandestino + O Cogumelo Nipónico - Le Faiseur d'or, (1970) + Un Noël clandestin et Le champignon nippon,  Fournier. ISBN 978-972-41-5024-6
- O Anel de Gelo, (4 de Abril de 2007) - La Ceinture du grand froid, (1983), Nic & Cauvin. ISBN 978-972-41-5026-0
- O Homem Que Não Queria Morrer, (11 de Abril de 2007) - L'Homme qui ne voulait pas mourir, (2005), Morvan & Munuera. ISBN 978-972-41-5027-7
- O Gorila, (18 de Abril 2007) + Férias Tranquilas - Le Gorille a Bonne Mine, Franquin. ISBN 978-972-41-5028-4
- O Gás do Kuko Jomon, (25 Abril 2007) + Falsa Partida - Du Glucose Pour Noémie, Fournier, ISBN 978-972-41-5030-7
- Z de Zorgglub, (2 de Maio de 2007) - Z comme Zorglub, (1961), Franquin, Jidehem & Greg. ISBN 978-972-41-5029-1
- Pânico na Abadia, (9 de Maio de 2007) - L'Abbaye truquée, (1972),  Fournier. ISBN 978-972-41-5171-7
- A Caixa Negra, (16 de Maio de 2007) - La Boîte noire, (1983), Nic & Cauvin. ISBN 978-972-41-5031-4
- Paris Submerso, (23 de Maio de 2007) - Paris-sous-Seine, (2004), Morvan & Munuera. ISBN 978-972-41-5032-1
- Spirou e os Herdeiros, (30 de Maio de 2007) - Spirou et les héritiers, (1952), Franquin. ISBN 978-972-41-5033-8
- Os Ladrões do Marsupilami, (6 de Junho de 2007) - Les Voleurs du Marsupilami, Franquin. ISBN 978-972-41-5034-5
- Aventura na Austrália, 13 de Junho de 2007) - Aventure en Australie, (1985), Tome & Janry. ISBN 978-972-41-5035-2
- Tora Torapa, (20 de Junho de 2007) - Tora Torapa, (1973),  Fournier. ISBN 978-972-41-5036-9
- A Herança,  (27 de Junho de 2007) - L'heritage (1976) + Le Tank, Franquin. ISBN 978-972-41-5037-6
- Os Gigantes Petrificados, (4 de Julho de 2007) - Les Géants Pétrifiés, Yoann & Vehlmann. ISBN 978-972-41-5038-3
- O Feiticeiro de Champignac, (11 de Julho de 2007) - Il y a un Sorcier à Champignac, Franquin. ISBN 978-972-41-5039-0
- O Ditador e o Cogumelo, (19 de Julho de 2007) Le Dictateur et le Champignon, Franquin. ISBN 978-972-41-5040-6

## Revistas

### Mocidade Portuguesa
- Camarada (2ª série)
  - 415: (Clarim & Fantásio) Anda Uma Cabeça No Ar (1/3), 1961.
  - 425: (Clarim & Fantásio) Anda Uma Cabeça No Ar (2/3), 1961
  - 426: (Clarim & Fantásio) Anda Uma Cabeça No Ar (3/3), 23-12-1961.
  - 507: (Clarim & Fantásio) Rapto No Jardim Zoológico (1/3), 07-04-1962 .
  - 521: (Clarim & Fantásio) Rapto No Jardim Zoológico (1/3), 1962.
  - 524: (Clarim & Fantásio) Rapto No Jardim Zoológico (1/3), 01-12-1962.
  - 602: (Clarim & Fantásio) O Visitante da Pré-História (1/6), 1963.
  - 604: (Clarim & Fantásio) O Visitante da Pré-História (2/6), 1963.
  - 605: (Clarim & Fantásio) O Visitante da Pré-História (3/6), 1963.
  - 611: (Clarim & Fantásio) O Visitante da Pré-História (4/6), 1963.
  - 614: (Clarim & Fantásio) O Visitante da Pré-História (5/6), 1963.
  - 622: (Clarim & Fantásio) O Visitante da Pré-História (6/6), 1963.

### Empresa Nacional de Publicidade
- Zorro
  - 138: (Serafim & Flausino) Chapéus Pretos (1/4), 29-05-1965. Les Chapeaux noirs, (1950), Franquin.
  - 139: (Serafim & Flausino) Chapéus Pretos (2/4), 05-06-1965.
  - 140: (Serafim & Flausino) Chapéus Pretos (3/4), 12-06-1965.
  - 141: (Serafim & Flausino) Chapéus Pretos (4/4), 19-06-1965.
  - 142: (Serafim & Flausino) O Mistério dos Homens-rãs (1/3), 26-06-1965. Les Hommes Grenouilles, Jijé.
  - 143: (Serafim & Flausino) O Mistério dos Homens-rãs (2/3), 03-07-1965.
  - 144: (Serafim & Flausino) O Mistério dos Homens-rãs (3/3), 10-07-1965.
  - 149: (Serapião) Mistério Na Fronteira (1/3), 14-08-1965. Mystère à la frontière, (1950), Franquin.
  - 150: (Serapião) Mistério Na Fronteira (2/3), 21-08-1965.
  - 151: (Serapião) Mistério Na Fronteira (3/3), 28-08-1965.

### Livraria Bertrand
- Spirou (1ª série)
  - 1-26: O Prisioneiro do Buda, (1971). Le Prisonnier du Bouddha, Franquin, Jidehem & Greg.
  - 23-25: O Ladrão de Marsupilamis, (1972). Les Voleurs du Marsupilami, (1954), Franquin.

- Spirou (2ª série)
  - 1-9:  Os Chapéus Negros, (1979). Les Chapeaux noirs, (1950), Franquin.
  - 9-14: Como uma Mosca no Tecto, (1979). Comme une Mouche au Plafond, Jijé.
  - 15-21: Os Homens-rãs, (1979). Les Hommes Grenouilles, Jijé.
  - 21-29: O Mistério na Fronteira, (1979). Mystère à la Frontière, Franquin.

### Sepura, SARL
- Jacaré
  - 1-8: Os Chapéus Negros, (1974). Les Chapeaux noirs, (1950), Franquin.

### Líber/Expresso
- Jornal da BD
  - 86: Os Chapéus Negros, 1984, Les Chapeaux Noirs, Franquin
  - 94:  Como uma Mosca no Tecto, 1984, Comme une Mouche au Plafond, Jijé
  - 87-88: O Mistério na Fronteira, 1984, Mystère à la Frontière, Franquin
  - 96: Os Homens-rãs, 1984, Les Hommes Grenouilles, Jijé
  - 151: Os Elefantes Sagrados, 1985, Tembo Tabou,Franquin, Greg, Roba
  - 161-168: O Mensageiro da Morte, 1985, L'Ankou, Fournier
  - 175: Revolta no Chantung, 1985, Des Haricots Partout, Fournier
  - 185-192: A Sombra do Z, 1986, L’ombre du Z, Franquin, Jidehem, Greg
  - 179: O Talismã Africano, 1986, Le Gri-gri du Niokolo-Koba, Fournier
  - 195: O Feiticeiro de Talmourol, 1986, Il y a un Sorcier à Champignac, Franquin, Gillan
  - 199: Um Natal Clandestino, 1986, Un Noël Clandestin, Fournier
  - 201-204,208: O Castelo do Sábio Louco, 1986, Panade à Champignac, Franquin, Peyo, Gos

### Meribérica/Liber
- Selecções BD (1ª série)
  - 9-11: Vírus, 1989, Vírus, Tome & Janry

### Jornal Público
- Público Junior
  - 1-30: A Herança, (1990). Les héritiers, Franquin.

### Diário de Noticias
- BDN
  - 5, 23-24, 26-28, 30, 33-34, 36, 38-42, 46-48, 55-56, 59: Os Ladrões do Marsupilami, (1990) - Les Voleurs du Marsupilami, Franquin